# Paladi(II) oxide
Paladi(II) oxide là một hợp chất vô cơ có thành phần chính là nguyên tố paladi và oxy, có công thức hóa học được quy định là PdO. Hợp chất này là một oxide đặc trưng của paladi. Nó được điều chế bằng cách cho kim loại phản ứng với khí oxy. Ở nhiệt độ cao, trên khoảng 900 ℃, oxide này bị phân hủy trở lại thành nguyên tố kim loại paladi và khí oxi. Oxide này trơ, không phản ứng với axit.

## Điều chế
PdO thường thu được như là một hợp chất chỉ được tạo ra cho các ứng dụng là làm một chất xúc tác. paladi(II) oxide được điều chế bằng cách làm nóng kim loại paladi dạng xốp với khí oxi ở nhiệt độ 350 ℃.
2Pd + O2 → 2PdO
Oxide thu được là PdO, có bề ngoài là một dạng bột có màu dương đen. Oxide này cũng có thể được điều chế đặc biệt bằng cách nung nóng hỗn hợp paladi(II) chloride và kali nitrat:
2PdCl2 + 4KNO3 → 2PdO + 4KCl + 4NO2↑+ O2↑
Một cách điều chế khác cũng tương tự là hòa tan kim loại paladi trong dung dịch nước cường toan, sau đó bổ sung natri nitrat vào phản ứng, với nhiệt độ cần thiết là 600 ℃.